# 450 km
450 km (ros. 450 км) – przystanek kolejowy w pobliżu miejscowości Dworiszcze i Szerowiczi, w rejonie rudniańskim, w obwodzie smoleńskim, w Rosji. Położony jest na linii Smoleńsk - Witebsk.